# なとり夏まつり
なとり夏まつり（なとりなつまつり）は、1985年頃より宮城県名取市閖上地区で開催されている夏祭り
漁船パレードや打ち上げ花火、ステージイベント等が風物詩であったが2011年3月に起こった東日本大震災により、港町の閖上地区は壊滅的な被害を受け同年の開催は断念、翌2012年以降のなとり夏まつりは同市美田園地区の小学校内に場所を移し開催された。
2020年、2021年は新型コロナウイルス感染症の拡大により中止。2022年第37回なとり夏まつりは震災以来、12年ぶりに閖上地区にて開催された。
名取夏まつりと「なとり」の部分が漢字で表記されることもある。

## 概要
模擬店が多数出店され、閖上太鼓の演奏や特設ステージでのイベント・著名な歌手のショーや、供養祭、絵灯篭点火、花火打ち上げなどがある。

## 沿革
- 1985年頃 市民夏祭りとして開催
- 2011年 東日本大震災により開催地区の閖上地区が壊滅的な被害を受ける
- 2012年 会場を市内の小学校に移し開催
- 2015年（平成27年）8月1日（土曜日）第30回の開催。開会/15:00〜21:00
- 2022年 会場を閖上地区に戻し、第37回なとり夏まつりが開催[1]

## 期日
- 毎年、8月の第1土曜日付近
- 時間　15:00〜21:00
- 花火打ち上げ 19:30~20:30（2022年）

## 会場
- 〒981-1204 宮城県名取市閖上地区 (2022年メイン会場)

## 主催
- なとり夏まつり実行委員会

## アクセス
- 仙台空港アクセス線/美田園駅より車で10分
- 東北本線/名取駅または館腰駅より車で15分
- 有料駐車場:1000円/台。別途無料駐車場有り(2022年第37回時点)

## 周辺
- 仙台東部道路
- 美田園駅
- 名取駅